# スターネス
STERNNESS（スターネス）は、秋山準を中心としたプロレスラーのユニット（チーム）である。プロレスリング・ノアで活動した。2000年のノア旗揚げ後に発足し、2009年前半頃まで活動した。

## 概要
ユニット名の「スターネス」とは「冷徹」「厳格」という意味で、秋山準の通称・キャッチフレーズであり、プロレスラーとしての秋山の性格を現したもの。秋山の通称がそのままユニット名となっている。
なおバーニングと同様に、団体の特性上ユニットとしての機能は形骸化しており、卒業した橋やバーニングの志賀などユニット外のメンバーともタッグを組む事が多い。

## 経歴
2000年に全日本プロレスで小橋健太率いるバーニングを脱退した秋山準が、当時若手であったマウナケア・モスマン・橋誠とチームを結成（チーム名称が未定であったため「秋山軍」と仮称されることが多い）、これが後のスターネスの前身となる。その後バーニングとの「バーニングが負けたら即解散」の条件付6人タッグ決戦に勝利し、バーニングを解散に追い込む。その試合終了後、バーニングのメンバーだった金丸義信が小橋を裏切り秋山軍入りを果たした。しかし、この大会終了後にモスマンを除くメンバーが全日本プロレスを退団しプロレスリング・ノアに移籍したために、このチームは自然消滅となる。
2000年のプロレスリング・ノア移籍後、前述の全日本での流れから小橋に反旗を翻した秋山、金丸、志賀賢太郎、橋誠、森嶋猛というラインナップでユニット名を正式にスターネスとし活動を開始。ノーフィアーとも一時共闘し、小橋が新たに結成した新生バーニングと対立する。
2001年に森嶋が下克上を掲げて脱退。その後森嶋は同じ意志を持つ力皇猛・齋藤彰俊と共闘するも、齋藤がすぐさま裏切り、秋山と共闘を宣言しスターネスに加入する（森嶋と力皇はWILD IIを結成）。のちに、秋山と齋藤のタッグで第5代GHCタッグ王者となり、5度の防衛を果たした。
2002年に志賀がバーニングに移籍。さらに2004年に齋藤が自身の飛躍とノア活性化のために脱退し井上雅央・杉浦貴と共にダーク・エージェントを結成。同年には泉田純が加入を申し出るが秋山が悉く拒否。しかし熱意に押されテストマッチと体重チェックを通過し加入を果たす。
2005年、秋山と橋が鈴木みのる&丸藤正道組が保持するGHCタッグ王座に挑戦するも敗退し、それを理由に橋が出稽古として強制卒業となり、2007年には泉田も試合中に秋山に反旗を翻し脱退する。
なお2006年頃、青木篤志が当時秋山の付け人となっていた縁で加入している。
また、同年後半には小橋の付き人を務めていた縁でバーニングの一員であった谷口周平が、小橋の癌による長期欠場のため秋山ともしばしば共闘するようになる。
2007年春頃に、秋山が力皇とコンビを組みGHCタッグ王者となった関係で、正式メンバーとはなっていないが力皇も共闘する事が多くなった。
2008年夏頃から金丸が鈴木鼓太郎や平柳玄藩と共闘しはじめ、ヒールユニットを結成（のちにディスオベイへ合流）。同じスターネスメンバーであった青木を含むジュニアヘビー級選手と対立関係となったことで、金丸が他のメンバーと共闘する機会が少なくなり、脱退を明言こそしていないものの事実上の離脱状態となる。
さらに2008年後半から力皇も秋山とのコンビ解消する動きをみせ、後にモハメド・ヨネとディスオベイを結成したことから、この頃よりスターネスとしての活動は事実上停止している。ただし、正式な解散は明言されていない。
なお秋山・青木・谷口は、それ以降でもしばらくは組む事が多かった。2009年4月のグローバル・タッグ・リーグ戦に秋山と谷口が組んで出場するも、スターネスの肩書きは名乗っていない。
2011年になると秋山と齋藤がタッグを再結成するが、スターネスの名称を用いていない（ユニット名は発表されていないため、便宜上「秋山軍」と呼ばれることが多い）。そのため、スターネスと秋山軍はまったく別のユニットである。秋山・斎藤は2012年にANTI NO MERCY UNIONの鈴木鼓太郎・潮崎豪・青木と結託し「S・A・T」を結成している。

## メンバー
- 秋山準
- 青木篤志 - 2006年加入

共闘選手
メンバーではないが、共闘する事が多かった選手
- 谷口周平 - バーニングの一員だが、付け人を務めていた小橋建太の長期欠場から、2006年頃から共闘が多くなる

脱退メンバー
- 森嶋猛 - 2001年脱退
- 志賀賢太郎 - 2002年脱退、2005年頃より再度共闘することもあった
- 斎藤彰俊 - 2001年加入、2004年脱退
- 橋誠 - 2005年強制脱退
- 泉田純至 - 2004年加入、2007年脱退
- 金丸義信 - 2008年後半よりスターネスのメンバーと組む機会が減少し、事実上の離脱

元共闘選手
メンバーではないが、共闘する事が多かった選手
- 力皇猛 - 2007年春頃、秋山と組んでタッグ王者になった頃より共闘